# Всемирная федерация психического здоровья
Всемирная федерация психического здоровья (англ. World Federation for Mental Health, WFMH) — международная членская организация, основанная в 1948 году для продвижения среди всех народов и наций профилактики психических и эмоциональных расстройств, надлежащего лечения и ухода за людьми с такими расстройствами, а также укрепления психического здоровья. Всемирная федерация психического здоровья является международной многопрофильной негосударственной организацией, в которую входят гражданские добровольцы и бывшие пациенты. Она была основана в 1948 году в ту же эпоху, что и Организация Объединённых Наций и Всемирная организация здравоохранения.

## Цели
Цель этой организации включает в себя;
- Профилактика психических и эмоциональных расстройств;
- Правильное лечение и уход за людьми с такими расстройствами;
- И укрепление психического здоровья

Федерация, благодаря своим членам и контактам в более чем 94 странах на шести континентах, отреагировала на международные кризисы в области психического здоровья, выступая в качестве единственной всемирной организации по защите общественных интересов и просвещению населения в области психического здоровья. Организационное и индивидуальное членство организации включает в себя работников психиатрических служб всех дисциплин, потребителей психиатрических услуг, членов семьи и заинтересованных граждан. С самого начала WFMH занималась обучением как общественности, так и влиятельных специалистов, а также человеческими отношениями с целью охраны здоровья как отдельных людей, так и групп и наций. Основополагающий документ WFMH, «Психическое здоровье и гражданство мира», понимает «Мировое гражданство» как «общее человечество», уважающее индивидуальные и культурные различия, и провозглашает, что "конечная цель психического здоровья — помочь людям жить с их собратья в одном мире. Членами организации являются поставщики психиатрических услуг и пользователи услуг. В 2009 году Всемирная Федерация объединила Всемирное содружество больных шизофренией и международную сеть семей с серьёзными психическими заболеваниями. Всемирная федерация имеет тесные связи со Всемирной организацией здравоохранения.
В течение многих лет после своего основания WFMH была единственной негосударственной организацией такого рода, имеющей тесные рабочие отношения с учреждениями ООН, особенно с ВОЗ.
В последние десятилетия, тем не менее, сформировался ряд международных организаций по охране психического здоровья, зачастую ограниченных представителями определённых профессий. В разной степени они удовлетворяли потребности, ранее удовлетворяемые главным образом WFMH.
WFMH представляет мир, в котором психическое здоровье является приоритетом для всех людей. Государственная политика и программы отражают решающее значение психического здоровья в жизни людей. Первый Генеральный директор ВОЗ Г. Брок Чисхолм, который был психиатром, был одним из лидеров в создании федерации с целью создания представительной организации, которая могла бы консультироваться с ООН по вопросам психического здоровья.
Миссия Всемирной федерации психического здоровья состоит в том, чтобы содействовать повышению осведомлённости о психическом здоровье, профилактике психических расстройств, пропаганде и внедрению передовых методов восстановления во всём мире. День психического здоровья отмечается по инициативе Всемирной федерации психического здоровья, и ВОЗ поддерживает эту инициативу, повышая осведомлённость по вопросам психического здоровья, используя тесные связи с министерствами здравоохранения и организациями гражданского общества по всему миру. Неделя осведомлённости о психических заболеваниях (англ. Mental Illness Awareness Week, MIAW) — это ежегодная общенациональная просветительская кампания, призванная помочь канадцам открыть глаза на реальность психических заболеваний. Неделя была основана в 1992 году Канадской психиатрической ассоциацией и в настоящее время координируется Канадским альянсом по психическим заболеваниям и психическому здоровью (CAMIMH) в сотрудничестве со всеми его организациями-членами и многими другими сторонниками по всей Канаде.

## Список президентов
- Джон Ролингс Рис — Первый президент
- Фрэнк Фремонт-Смит — Второй президент
- Маргарет Мид (1956—1957)
- Брок Чисхолм (с 1957 по 1958)
- Моррис Карстерс (с 1968 по 1972)
- Юджин Броди (1981—1983)